# Hugentobler (Santa Fe)
Hugentobler es una comuna del Departamento Castellanos, Provincia de Santa Fe, Argentina.

## Ubicación
Se halla ubicada al norte de la comuna de Colonia Aldao, entre las rutas provinciales 62 y 280S.  

## Población y demografía
157 habitantes (Indec, 2022)

## Historia
Se toma como fecha de inicio de la colonia el 30 de abril de 1892, cuando los sres. Juan Stoessel y Alberto Hugentobler, ambos ciudadanos suizos, adquieren las tierras de la zona. No existe fecha oficial de fundación.  

## Santo Patrono
- 31 de julio San Ignacio de Loyola.